# Stemloze retroflexe plosief
De stemloze retroflexe plosief is een medeklinker die in het Internationaal Fonetisch Alfabet en X-SAMPA aangeduid wordt met [ʈ]. Zoals bij alle retroflexe medeklinkers wordt bestaat het symbool van deze medeklinker uit het symbool van de bijbehorende alveolaar, met onderaan dit symbool een extra haakje.
Een voorbeeld van de klank is de t in het Engelse woord time (tijd).

## Kenmerken
- De manier van articulatie is plosief, wat inhoudt dat de klank wordt geproduceerd door de luchtstroom in het spraakkanaal te belemmeren.
- Het articulatiepunt is retroflex, wat officieel inhoudt dat de klank wordt gevormd door de tong op te krullen, maar in praktijk inhoudt dat het een postalveolaar is zonder palatalisatie.
- De articulatie is stemloos, wat betekent dat de klank wordt geproduceerd zonder trillingen van de stembanden.
- Het is een orale medeklinker, wat inhoudt dat lucht door de mond kan ontsnappen.
- Het is een centrale medeklinker, wat inhoudt dat de klank wordt geproduceerd door de luchtstroom over het midden van de tong te laten stromen in plaats van langs de zijkanten.

Deze pagina bevat fonetische informatie in het IPA, die in sommige browsers mogelijk niet correct wordt weergegeven.
Waar symbolen in paren voorkomen, vertegenwoordigt het rechter teken een stemhebbende medeklinker. Gearceerde gebieden bevatten medeklinkers die worden beschouwd als onuitspreekbaar.
Zie ook: IPA, Klinkers